# Gore Bay (Ontario)
Gore Bay – miejscowość (ang. town) w Kanadzie, w prowincji Ontario, w dystrykcie Manitoulin.
Powierzchnia Gore Bay to 5,27 km².
Według danych spisu powszechnego z roku 2001 Gore Bay liczy 898 mieszkańców (170,40 os./km²).